# Informe Katzmann

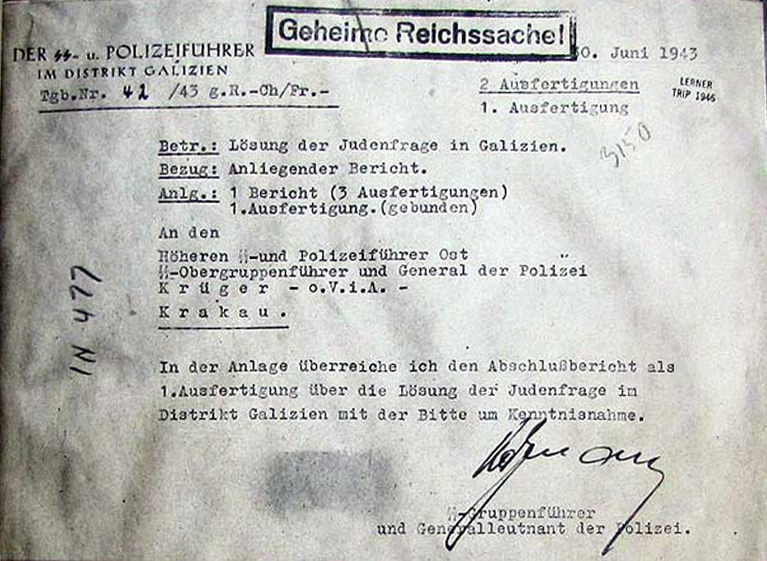
Portada del Informe Katzmann.

El Informe Katzmann (o el Informe Final Katzmann) es uno de los testimonios más importantes relacionados con el Holocausto en Polonia y el exterminio de judíos polacos durante la Segunda Guerra Mundial. Se usó como evidencia en los juicios de Núremberg (EE. UU. N.º L-18, Prueba documental 277) y en muchos otros procedimientos contra criminales de guerra en el extranjero. Es un informe encuadernado en cuero por el SS-Gruppenführer Fritz Katzmann, comandante de las SS y la policía alemanas en el distrito de Galitzia, titulado Lösung der Judenfrage im Distrikt Galizien (La solución de la cuestión judía en el distrito de Galitzia), presentado el 30 de junio de 1943 a las SS y al jefe de policía Friedrich Krüger. Describe parte de la Operación Reinhard.
El Informe fue publicado en alemán e ilustrado con fotografías de los sistemas de persecución. Una traducción al polaco del informe se había publicado en la década de 1950, pero estaba sujeta a la censura comunista y no tenía un análisis académico que acompañara a la edición más reciente del Instituto de la Memoria Nacional. El texto completo no censurado del "Informe Katzman" se publicó en 2009.

## El informe
Los historiadores modernos consideran que el informe tiene un valor limitado en términos de evidencia debido a su distorsión intencional de los hechos destinados a encubrir el robo mayorista de oro y dinero por parte de varios funcionarios alemanes. El libro de 62 páginas intenta presentar el exterminio de judíos como una operación ordenada. Comienza con la colección de fotos titulada La solución del problema judío en el este de Galitzia, seguida por el análisis de costos y beneficios. El informe proporciona solo una ventana a la escala del saqueo. Los totales nunca se redondean. Su objetivo es llevar al lector a creer en su autenticidad.
El Informe Katzmann no fue escrito en los territorios ocupados, sino en Berlín, después del viaje de servicio de Katzmann en Distrikt Galizien, donde dirigió personalmente la matanza de entre 55.000 y 65.000 judíos durante 1941-1942 alrededor de Lemberg. En los meses siguientes, sus "cazas de judíos", junto con los arrestos por deportaciones masivas a campos de exterminio, produjeron un total de 143.000 muertos. En total, el Informe describió la liquidación de 434,329 judíos, implementando un lenguaje completamente sanitizado y aprobado basado en la "ciencia racial" popular de Adolf Hitler y sus "expertos", para ayudar a Katzmann a avanzar en su carrera.